# Аньга
Аньга — река в России, протекает в Сысольском и Прилузском районах Республики Коми. Устье реки находится в 39 км по правому берегу реки Тулом. Длина реки составляет 18 км.
Исток реки в таёжном массиве среди холмов Северных Увалов в Сысольском районе в 14 км к югу от деревни Слобода. Исток находится на водоразделе рек Юг и Вычегда, рядом находятся верховья реки Буб. Генеральное направление течения — юг. Почти всё течение проходит по Сысольскому району, перед самым устьем река перетекает в Прилузский. Всё течение проходит по ненаселённому холмистому таёжному массиву. Впадает в Тулом в 22 км к северо-востоку от посёлка Вухтым.

## Данные водного реестра
По данным государственного водного реестра России и геоинформационной системы водохозяйственного районирования территории РФ, подготовленной Федеральным агентством водных ресурсов:
- Бассейновый округ — Двинско-Печорский
- Речной бассейн — Северная Двина
- Речной подбассейн — Малая Северная Двина
- Водохозяйственный участок — Юг
- Код водного объекта — 03020100212103000012402